# Karen Gormsen
Karen Gormsen (født 1880 i Vøjstrup, Nørre Broby Sogn – død 1960 i København) var en dansk missionær i Kina for Det Danske Missionsselskab fra 1906 til 1950.
Oprindeligt fra Vøjstrup ved Nørre Broby fra Fyn, hvor hun voksede op i et fattigt husmandshjem. Blev tidligt interesseret i missionen og meldte sig hos DMS efter at have uddannet sig til og arbejdet som sygeplejeske.
Hun blev udsendt til byen Antung (Dandong). Fungerede som sygeplejeske og jordmor ved hospitalet fra 1907 til 1932. Grundlagde også et børnehjem, hvor hun også fungerede som leder fra 1915-1950.
Da kommunisterne overtog magten i Kina, blev Gormsen sammen med alle andre missionærer smidt ud af landet, og fik ikke lov til at komme tilbage før sin død ti år efter. Hun er dog stadig et kendt og højt respekteret navn i Dandong i dag, hvor der blandt andet stadig findes Karen Gormsens Hus